# Zita Görög
Zita Görög (n. 27 septembrie 1979 în Pásztó, Ungaria), este o actriță, model și prezentatoare TV din Ungaria.
Görög a studiat drama la școala Bródy Imre din Budapesta. A jucat în filmele  Den of Lions, Café In The Sky, Underworld (2003) și Underworld Evolution (2006).
Și-a început cariera de manechin la vârsta de 18 ani la Paris împreună cu Laetitia Casta, și a lucrat în 24 de țări ca model, printre care Statele Unite ale Americii (un an), Italia (un an) și Franța (șase luni). Zita Görög a participat în campaniile publicitare Mont Blanc, Benetton, Vodafone, Nivea, Coppertone și Nissan.  De asemenea a apărut în magazinele Playboy, Cosmopolitan, Perfect 10, Elle, FHM, Anna Brigitte, Glamour și Vogue.
Zita Görög este prezentatoare TV în Ungaria, la programele Cinematrix și Megasztár.

## Filmografie
Actor: Zita Görög
| An   | Film                                  | Rol           |
| ---- | ------------------------------------- | ------------- |
| 2002 | Love Till Last Blood (Italia/Ungaria) | Host          |
| 2003 | Den of Lions (SUA/Ungaria)            | Nico          |
| 2003 | Lumea de dincolo SUA                  | Amelia        |
| 2004 | A Cafe in the Sky (TV Ungaria)        | Helena Seress |
| 2005 | Cap sau pajură (Ungaria)              | Mariann       |
| 2005 | 8 MM 2 - Opt Milimetri 2 (SUA)        | Risa          |
| 2005 | Szöke kóla (Ungaria)                  | Lulu          |
| 2005 | The Collector (TV Canada)             | Nelly         |
| 2006 | Lumea de dincolo 2: Evoluția (SUA)    | Amelia        |